# 进餐车厢

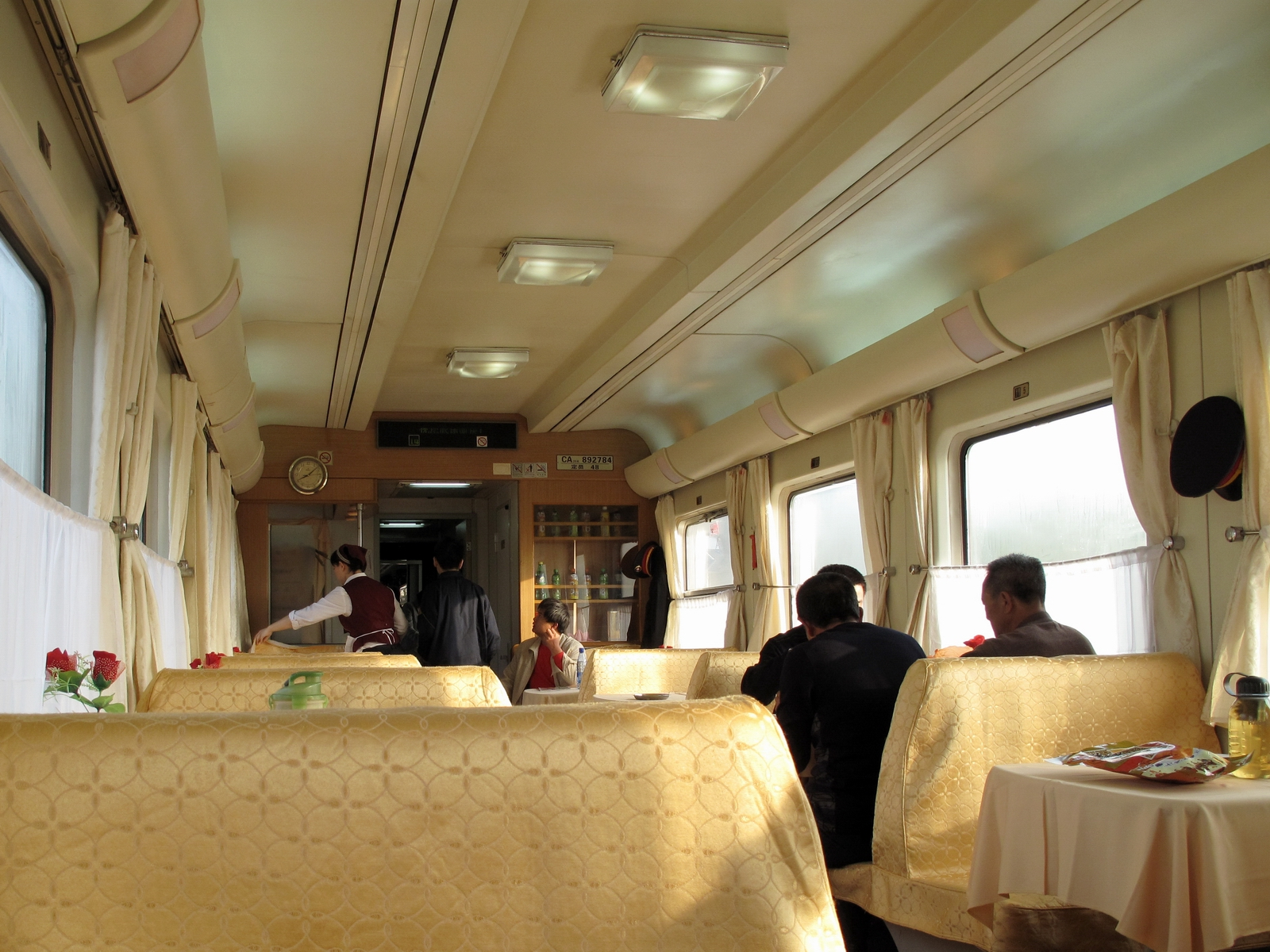
中国铁路的25K型餐车内部

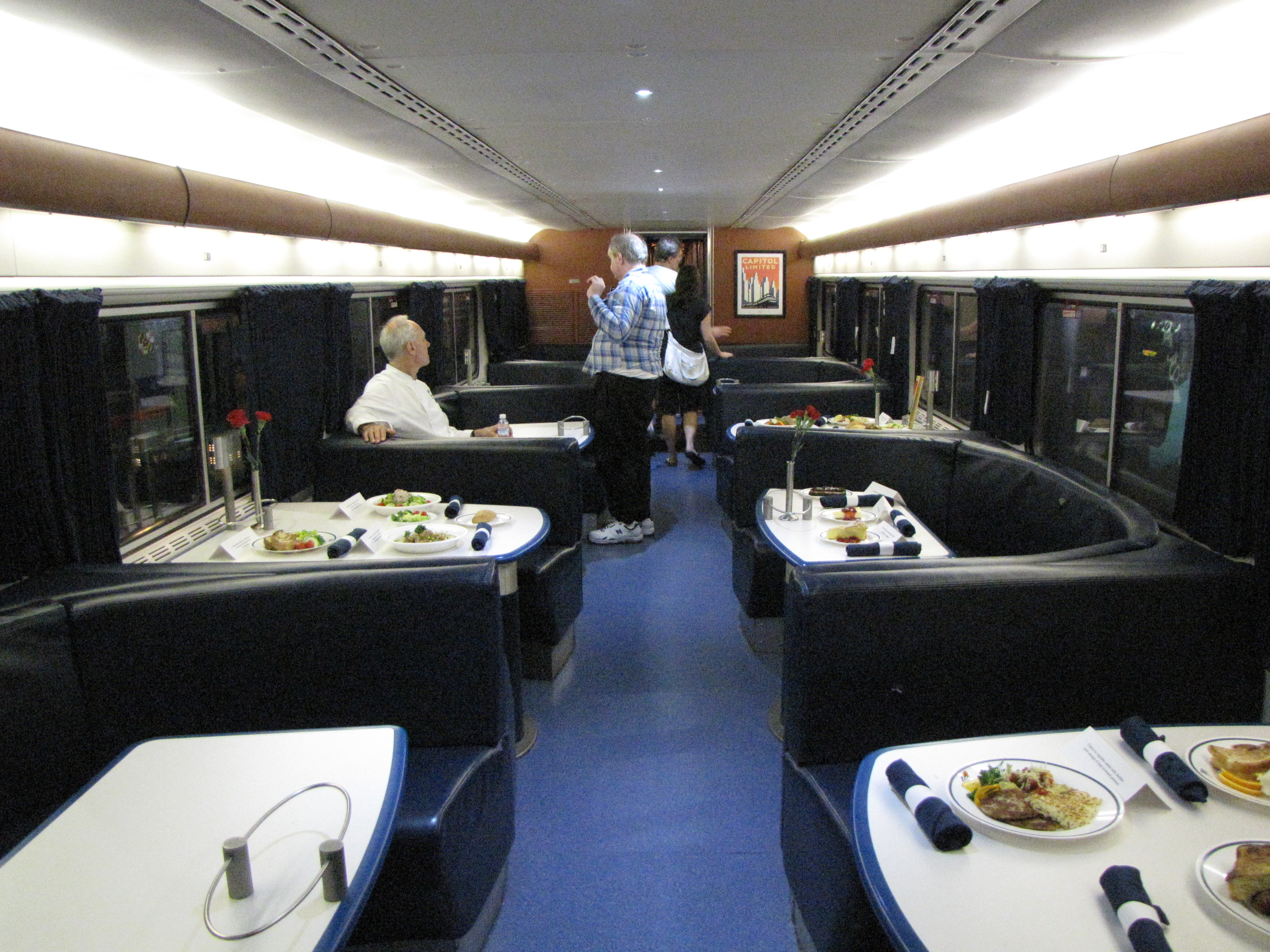
美鐵餐车内部

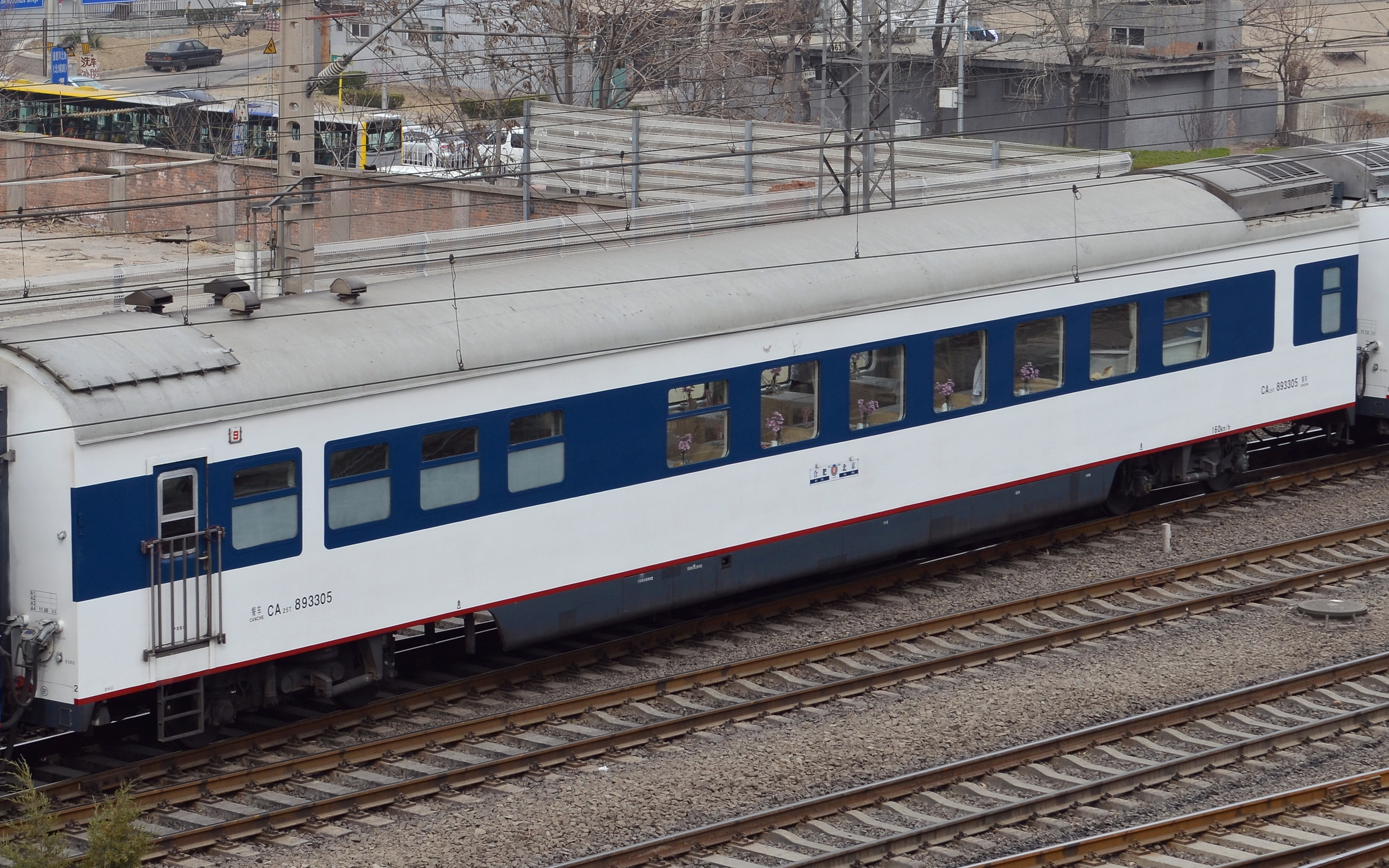
CA25T型餐车的外观，可见一端的厨房

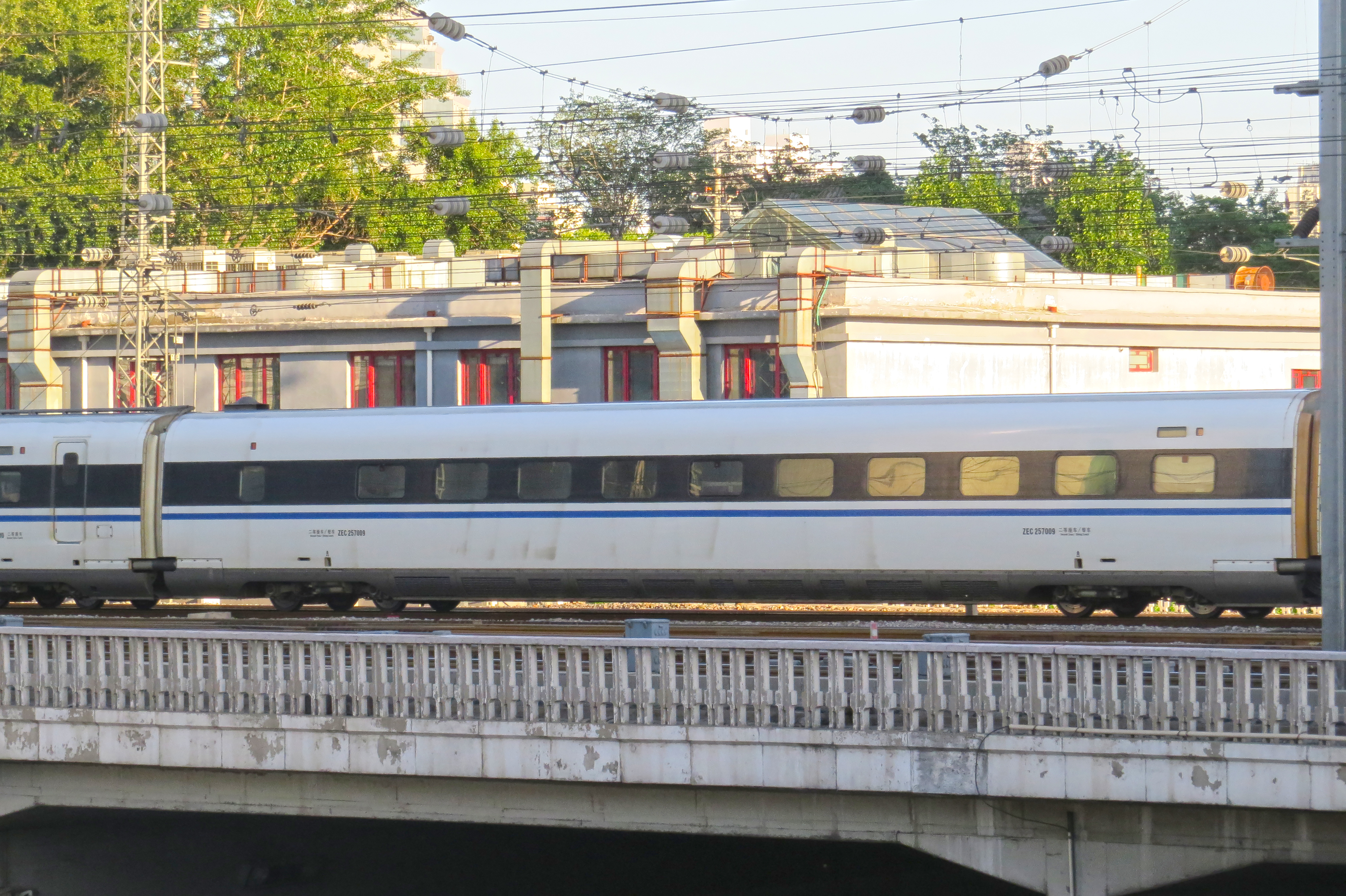
CRH380AL電車餐車外觀，此型餐車沒有車上廚房

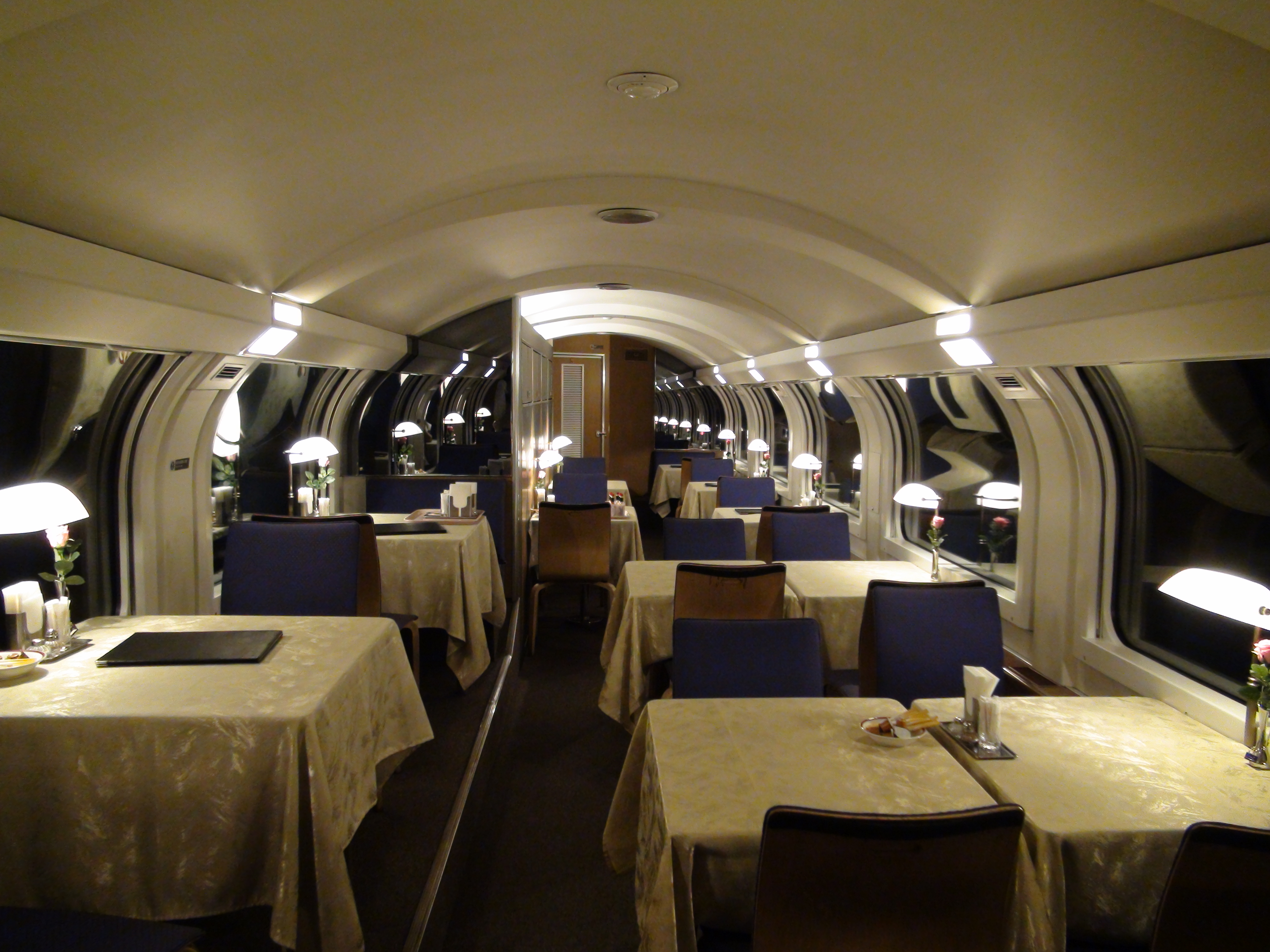
JR東日本仙后座號餐車內部

进餐车厢或简称为餐车，是铁路客车中专门针对旅客在旅行途中购买食物、饮品及进餐而设的一种车厢类别。按照规定，餐车都应配备有一个按餐厅风格裝潢的进餐区域及厨房。车厢内所有席位均用于进餐用途的餐车被称为“全餐车”；而车厢内若还包括其它不可用于进餐的座席，则被称为“半餐车”。
在餐车問世之前，旅客对食品及饮料的需求只可以借助于列车的中间停站，但不时会造成列车比预定要长得多的滞留时间——例如在吃午饭或打包食物的情况下，往往会因为供应不足（不及时）而使得列车运行时间超出如今的两倍以上。
餐车的运用在起初曾遭到火车站店家的强烈反对，因为他们所提供的食品价格似乎会在竞争中处于劣势。最终事实证明这些担心是毫无根据的，与之平行的餐车甚至还带旺了火车站商家对乘降前后及换乘旅客的食物供应量。但餐车的技术及卫生方面仍然遭人诟病，因为餐车会增加列车编组的重量而限制了载客能力，而通过列车拉动的厨房或烹煮气味也可能会波及到其它车厢。
在一些國家的鐵路，除了少數觀光旅遊性質的列車及行駛時間長的臥鋪列車外，已陸續停止餐車的營運，改以服務人員推著載有鐵路便當（多为冷链快餐，但也有热链和应急备用的常温链盒饭）及食品飲料的手推車巡迴各車廂販賣。

## 歷史

### 美國
最初搭载的餐车源于美国的一次列车旅行。巴尔的摩及俄亥俄铁路于1863年在一节铁路客车中设立了一个包含吧台及厨房的餐厅，芝加哥及达尔顿铁路则自1868年起使用了由普尔曼公司生产的餐车。1870年，在俄罗斯的莫斯科至敖德萨间的线路中已经开设了餐车服务。自1874年起，英国开始运营普尔曼车厢，然而在这列被命名为“维多利亚号”（Victoria）的豪华列车中却不设餐车，食物必须在车站准备，然后再送至车厢供应。自1879年11月1日起，搭乘大北方铁路列车的旅客可以在往来于伦敦和利兹间的线路中获得餐车服务。

### 日本
日本最早的餐車是由山陽鐵道在1899年所引進。

### 中國
在中国，餐车均以“CA”表示，为汉语拼音“CAn che”的第一个字拼音的简写，G字頭及一部分D及C字頭車次的动车组列车中（港鐵動感號及另一部分的D及C字頭車次列车除外）的二等座/餐车合造车则以“ZEC”表示，但这一车种在非统型动车组中属于半餐车，统型动车组则直接取消餐座，实际等同于带吧台和厨房的二等座车，2016年起部分普速列车的餐车也改为带吧台和厨房的硬座车，提供利用微波炉加热的快餐盒饭，并安排在沿途大站补给。